# Sturmwaffel
Sturmwaffel (* 7. Januar 1992 als Frederic Fieger-Viehof in Friedrichshafen) ist ein deutscher Webvideoproduzent.

## Kanäle
Sturmwaffel eröffnete im April 2013 einen YouTube-Kanal und veröffentlichte dort zunächst Let’s Plays von Minecraft und Indie-Spielen. Im Herbst 2016 zog er zusammen mit den YouTubern Felix von der Laden, Izzi, Paluten und Rewinside in ein gemeinsames Büro in Köln. In der Webserie Antarktika sprach er 2017 die Rolle des Dorian Kant. 
Im Juli 2018 war er mit über 1,4 Mio. Abos auf Platz 12 der deutschen Gaming-YouTuber-Bestenliste und konzentrierte sich auf Fortnite und andere Battle-Royale-Spiele.  Nach der Auflösung des gemeinsamen Büros UFO bezog er im Dezember 2018 ein neues Büro. Im Rahmen von Hack und Veröffentlichung privater Daten deutscher Politiker und Prominenter 2018/2019 wurden im Rahmen eines so genannten Doxings auch personenbezogene Daten von ihm veröffentlicht.
Nach dem Umzug in neue Büroräume reformierte Sturmwaffel ab 2019 das Konzept seines Kanals und veröffentlichte fortan als Foodblogger vor allem Webvideos rund ums Essen: unter anderem verschiedene Formate von Koch- und Backvideos, in denen er Gerichte aus Videos anderer YouTuber nachkocht, zusammen mit anderen YouTubern deren Lieblingsgerichte kocht oder Rezepte von Zuschauern nachkocht. Er streamt regelmäßig auf Twitch.

## Podcasts
Von Oktober 2018 bis Juli 2021 betrieb Sturmwaffel gemeinsam mit dem Livestreamer Artur Niemczuk (fisHC0p) den Podcast ZweiTomate. Bis November 2021 produziert Sturmwaffel den Podcast Freddies große Show. Seit August 2022 produziert Sturmwaffel mit seinem Team den Podcast "Studio Waffel", welcher wöchentlich erscheint.

## Auftritte
- 2016–2019: Moderation zusammen mit Kelly MissesVlog der YouTube-Morningshow Guten Morgen Internet für das öffentlich-rechtliche Jugendangebot funk.[11]
- 2017: Antarktika
- 2017–2020: Mehrere Auftritte im World Wide Wohnzimmer (Unter anderem in: Erkennst DU den Promi?, Erkennst DU den Song?, Hater-Interview)[12]
- 2021: Folge Sturmwaffel hat keine Ahnung von Wein von Kurzstrecke mit Pierre M. Krause
- 2022: Kandidat bei Wer weiß denn sowas?
- 2025: Auftritt beim ZDF-Fernsehgarten[13]

## Persönliches
Sturmwaffel studierte Medienwissenschaften und lebt in Mönchengladbach. Er ist zusammen mit seinem Bruder Dennis Geschäftsführer einer Vermögensverwaltungs-KG.

## Synchronisation
- 2016: Pizzastück in Sausage Party – Es geht um die Wurst

## Auszeichnungen
| Jahr | Institution                     | Preis                        | Kategorie             | Resultat  |
| ---- | ------------------------------- | ---------------------------- | --------------------- | --------- |
| 2017 | European Web Video Academy GmbH | Webvideopreis Deutschland    | Gaming                | Nominiert |
| 2020 | Funke Mediengruppe              | Goldene Kamera Digital Award | Best of Entertainment | Nominiert |